# Erlosen
Der Erlosen (im Mittelalter noch "die Erlosen", auch nur "Erlose" für ungepflügt) ist Teil eines Hügelzuges im Kanton Luzern und Kanton Aargau in der Schweiz. Der Bergrücken liegt westlich des Baldegger- und Hallwilersees und zieht sich von Rain LU und Hildisrieden über Römerswil bis zu seinem höchsten Punkt (811 m) oberhalb von Herlisberg, von wo er fast bis Beinwil am See absinkt. Er schliesst das Luzerner Seetal im Westen ab, während der Lindenberg die östliche Grenze bildet.

## Geologie
Der etwa 16 Kilometer lange und 5 Kilometer breite Hügelzug ist vorwiegend aus Molassesandstein aufgebaut, welcher in der Riss-Eiszeit geformt wurde. In der Würm-Eiszeit ist er mit Kiesbänken aus dem Reussgletscher überdeckt worden, die heute von vielen kleinen meist bis auf die Molasse reichenden Bachtälchen wie dem Sagebach, Eigetobel und anderen durchschnitten werden. Der Hügelzug speist mit diesen vielen kleinen Bächen sowohl Sempacher- wie auch Baldeggersee.

## Wirtschaftliche Bedeutung
Da der Erlosen das Seetal vom Suhrental trennt, ist insbesondere die Strasse zwischen Hochdorf, Hildisrieden und der A2- Autobahneinfahrt "Sempach" von grosser Bedeutung für den Verkehr.
Ebenfalls wirtschaftliche Bedeutung hat der Hügelzug für die Zement- und Betonindustrie, die aus mehreren Kiesgruben Gestein beziehen. Wegen seines Panoramas (Säntis bis Napf) ist der Erlosen ein beliebtes Erholungsgebiet für Biker und Wanderer.